# Hanny Franke

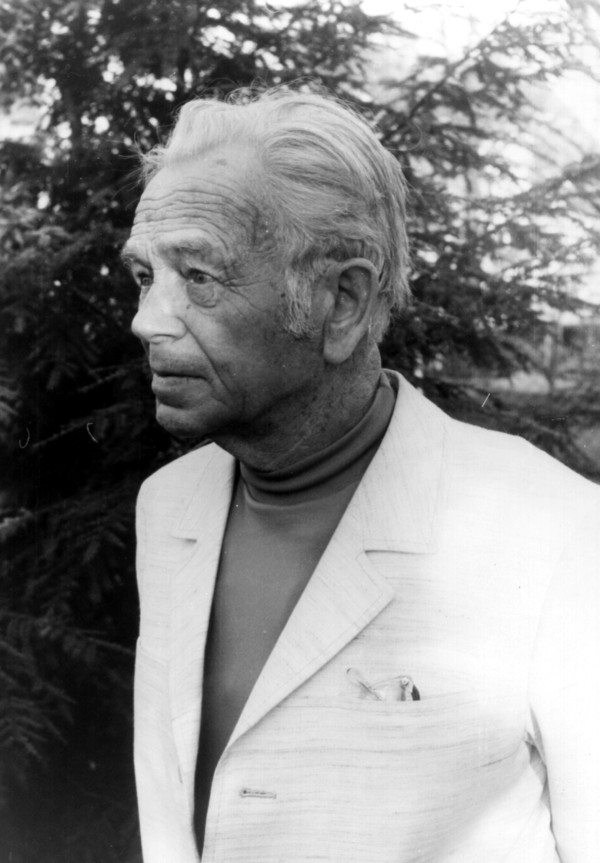
Hanny Franke

Hanny Franke (richtiger Name: Johann Emil Franke; * 2. September 1890 in Koblenz; † 15. Januar 1973 in Frankfurt am Main) war ein deutscher Landschaftsmaler.
Hanny Franke studierte am Städelschen Institut. Er war freischaffender Künstler und Mitbegründer des Bundes Bildender Künste. Nach dem Ersten Weltkrieg erhielt er wie andere notleidende Frankfurter Künstler Hilfe von der Frankfurter Kunstsammelstelle. Aus deren Bestand wurde 1937 in der Nazi-Aktion „Entartete Kunst“  seine Zeichnung Rennerode beschlagnahmt und vernichtet.
Franke siedelte 1963 mit seiner Familie von Frankfurt nach Eschborn über und malte bis zu seinem Tod fast ausschließlich landschaftliche Motive der näheren Umgebung.